# Barbara Grosz
Barbara Jean Grosz (Filadélfia, 21 de julho de 1948) é uma cientista da computação estadunidense, que trabalha com inteligência artificial (IA).

## Formação e carreira
Estudou matemática na Universidade Cornell com um diploma de bacharel em 1969 e na Universidade da Califórnia em Berkeley, com um mestrado em 1971 e um doutorado em ciência da computação em 1977, orientada por Martin H. Graham com a tese The Representation and Use of Focus in Dialogue Understanding. A partir de 1973 pesquisou sobre IA no SRI International, onde foi em 1981 Senior Computer Scientist e 1982 diretora do programa Natural Language and Representation. De 1983 a 1986 liderou um projeto de pesquisa conjunto do SRI International e da Universidade Stanford sobre processamento de linguagem natural, foi cientista sênior do SRI International e professora associada consultora 1984/1985 em Stanford. A partir de 1986 foi professora de informática da cátedra Gordon McKay em Harvard. Também foi decana do Radcliffe Institute for Advanced Study (2001 a 2011), onde é desde 2001 Higgins Professor of Natural Sciences.
Recebeu o Prêmio ACM-AAAI Allen Newell de 2008 e o Prêmio IJCAI por Excelência em Pesquisa de 2015
É membro da Academia Nacional de Engenharia dos Estados Unidos, da Academia de Artes e Ciências dos Estados Unidos e da American Philosophical Society, fellow da Sociedade Real de Edimburgo, da Association for the Advancement of Artificial Intelligence (AAAI), da qual foi presidente de 1993 a 1995, da Association for Computing Machinery e da Associação Americana para o Avanço da Ciência.

## Publicações selecionadas
- Collaborative Systems (AAAI Presidential Address), AI Magazine, Volume 17, 1996, Nr. 2, p. 67–85
- com Sarit Kraus: Collaborative Plans for Complex Group Action, Artificial Intelligence, Volume 86, 1996, p. 269–357
- com C. R. Perrault: Natural Language Interfaces, Annual Review of Computer Science, Volume 1, 1986, p. 47–82
- Discourse Knowledge, in Donald Walker (Ed.), Understanding Spoken Language, North Holland 1978, p. 229–355
- com F. C. Perreira (Eds.), Natural Language Processing, MIT Press 1994